# 다카타정 (이와테현)
다카타정(高田町)은 이와테현 게센군에 설치되었던 정이다. 현재의 리쿠젠타카타시 요코타초에 해당한다.

## 연혁
- 1875년 10월 17일 - 미즈사와현에서 재통합에 의해 2촌이 합병해 히카미촌이 성립하였다.
- 1889년 4월 1일 - 정촌제 시행과 함께 게센군 다카타정이 성립하였다.
- 1955년 1월 1일 - 게센정, 다카타정, 히로타정, 오토모촌, 다케코마촌, 야하기촌,요네사키촌과 합병해 리쿠젠타카타시가 되었다.

## 교통

### 철도
- 일본국유철도 오후나토 선

### 도로
- 국도 45호선

## 참고 서적
- 이와테현 정촌합병지, 1954년 8월 (이와테현 총무부 지방과, 1957)